# William Bradford Shockley
William Bradford Shockley, ameriški fizik in izumitelj, * 13. februar 1910, London, Združeno kraljestvo, † 12. avgust 1989, Stanford, Kalifornija, ZDA.
Shockley je leta 1956 prejel Nobelovo nagrado za fiziko »za raziskave polprevodnikov in odkritje tranzistorskega pojava«. Na osnovi svojega odkritja je v mestu Palo Alto ustanovil podjetje Shockley Semiconductors, prvo podjetje za izdelavo polprevodnikov v regiji, ki je zdaj znana pod imenom Silicijeva dolina. Privabil je vrhunske inženirje, vendar je zaradi obupnega sloga vodenja podjetje kmalu propadlo, njegovi podrejeni pa so ustanovili več uspešnih podjetij, med njimi Fairchild Semiconductor in kasneje Intel ter druge.
Od 1960. let je bil širše znan po svojih rasističnih prepričanjih o prirojeni intelektualni manjvrednosti temnopoltih in zagovarjanju negativne evgenike. Tako je denimo predlagal, da bi plačevali ljudi z nizkim inteligenčnim količnikom, da se dajo sterilizirati. Zadnja leta je živel izobčen.